# Sciapus posticus
Sciapus posticus är en tvåvingeart som först beskrevs av Walker 1857.  Sciapus posticus ingår i släktet Sciapus och familjen styltflugor. Inga underarter finns listade i Catalogue of Life.